# Mare Nectaris
Mare Nectaris (łac. Morze Nektaru) to niewielkie morze księżycowe (obszar pokryty skałami bazaltowymi pochodzenia wulkanicznego, wyraźnie ciemniejszy od pozostałej powierzchni Księżyca) umiejscowione pomiędzy Mare Tranquillitatis (Morzem Spokoju) i Mare Fecunditatis (Morzem Obfitości). Zachodnią granicę Morza Nektaru wyznacza pasmo górskie Pirenejów, po tej samej stronie morza znajduje się też grupa rowów tektonicznych. Jego średnica równa jest 333 km.